# Закони спадної віддачі

Вид кривої закону спадної віддачі: зміна результату Y при зміні фактору r1.

Закон спадної віддачі (також закон зниження граничного доходу) —  економічна модель, що описує зв'язок між вхідними вкладеннями (Input) та результатом (Output), коли один вхідний фактор змінюється, а всі інші залишаються тими ж (часткова зміна факторів).
Він був спочатку визначений Анн-Робером-Жаком Тюрго для сільського господарства як «закон родючості ґрунту», а саме: при поступовому збільшенні кількості робочої сили на ту саму ділянку землі, врожайність збільшується спочатку швидко, потім повільно, потім залишається однаковою, і, урешті-решт, починає падати.
Цей закон діє не тільки в аграрному, але і в промисловому виробництві та інших областях. Наприклад, продукт Х або партія Y на поточний момент не рекламуються чи мало рекламуються; коли рекламні витрати суттєво збільшуються, то оборот або кількість голосів спочатку зростає прогресивно. Починаючи з певного моменту, вони ростуть дегресивно (тобто кожна одиниця витрат дає все менший приріст), поки, нарешті, не отримують асимптотичну тенденцію прагнення до нуля. І ця тенденція більше не змінює напрямок при збереженні якості навіть при додаткових великих витратах.

## Концептуальне розмежування
Закон спадної віддачі у власному розумінні, також відомий як класичний закон спадної віддачі, описує технологію, при якій внаслідок збільшення одного фактора (при сталих інших) кількість продукції спочатку збільшується вище пропорції, потім нижче пропорції і нарешті зменшується. Ця закономірність була поділена на 4 етапи (див. розділ нижче) і, отже, несе більш широкий зміст.
У вузькому сенсі вже класики зрозуміли, що перший етап є найменш важливим для виробництва. Тому часто говорять про відмінності в класичному і неокласичному законі спадної віддачі. Неокласичний закон стосується лише етапів 2 і 3  (які також іменуються неокласична ділянка або навіть неокласична виробнича функція). Вони представляють особливий інтерес для мікроекономічної теорії підприємства, тому що тільки тут у одного з конкурентів можлива максимізація прибутку. Закон спадної віддачі неокласичної теорії виробництва тому з самого початку передбачає граничну віддачу, яка є позитивною, але зменшується (неокласична виробнича функція). У цій ділянці з кожною додатковою одиницею виробничого фактора загальний дохід зростає, граничний дохід все ще позитивний, але у вартісному вираженні вже нижче середнього граничного доходу
Часто використовувана коротка назва закон віддачі вводить в оману, оскільки йдеться не про закон віддачі в цілому, а тільки його особливий шматок — неокласичну виробничу функцію. Також і інші криві функцій можуть демонструвати зв'язок спадної віддачі між вкладенням та віддачею. Є також функція витрат спадної віддачі.
Більш точна назва — закон спадної граничної прибутковості або закон спадної прибутковості зростання (при зростанні одного змінного фактора, тобто при інших рівних умовах). Тобто йдеться про якісні відмінності в описі одного і того ж предмета.

## Історія
Класичний закон спадної віддачі вважається найстарішою виробничою функцією. Його «першовідкривачами» незалежно один від одного  вважаються Анн-Робер-Жак Тюрго, Йоганн фон Тюнен, Джеймс Денем-Стюарт та Томас Мальтус, які прийшли до схожих формулювань, виходячи з різних підходів.
Анн-Робер-Жак Тюрго
Тюрго був французьким державним діячем і економістом Просвітництва. Шляхом спостереження за сільськогосподарським виробництвом, він прийшов 1767/68 року до висновку, що, якщо всі фактори тримати постійними (напр. розмір ріллі, кількість посівного матеріалу і добрив), із збільшенням використання робочої спочатку спостерігається прирост врожайності (віддачі), але починаючи з певного моменту — її зменшення.
Йоганн Генріх фон ТюненТюнен зібрав у своєму маєтку у Мекленбургу статистичний матеріал, щоб отримати з цього обґрунтовані висновки про тенденції сільськогосподарського виробництва. За допомогою цього він зміг 1842 року статистично довести та формалізувати закономірність, яку спостерігав Тюрго.
Можна стверджувати, що вже Тюнен (1850) не мав на увазі класичний закон спадної віддачі в широкому сенсі. Швидше за все, він визначив первинне підвищення ефективності, оскільки товар не можна нормально виробляти лише з кількома працівниками.

## Виробнича функція спадної віддачі

Етапи закону спадної віддачі. Червона лінія — загальний дохід (віддача), синя — середній дохід, зелена — граничний дохід

Достовірність класичний закон спадної віддачі протягом всієї довжини функції має (насправді тільки) для сільськогосподарських виробничих процесів при частковій зміні факторів. Тим не менше, він як крива доходності використовується при повній зміні факторів і для інших виробничих процесів, що відповідають певним критеріям. Причиною цього є його високий дидактичний потенціал. Функціонал показує як області зі збільшенням граничного доходу, так і зі зменшенням граничного доходу.
У графічному вигляді функція закону спадної віддачі нагадує вигляд нахиленої вправо латинської літери S. В економіці підприємств її вигляд також має назву виробнича функція спадної віддачі або виробнича функція типу А. Багаторазове додавання засобу виробництва при постійних інших факторах виробництва спочатку дає зростання доходу (граничного доходу або граничного продукту), потім з певної кількості засобу виробництва до зменшення граничного доходу і врешті-решт до його негативних значень. Місце переходу від зростаючого до спадного граничного доходу (точка перегину) називається (першим) «порогом», оскільки з цього моменту приріст граничного доходу зменшується. У класичному законі спадної віддачі середній дохід досягає максимуму там, де еластичність виробництва дорівнює одиниці, тобто граничний дохід дорівнює середньому.

### Етап I
Перший відрізок характеризується зростанням функції віддачі (доходу) на рівні, вище пропорційного. Функції граничного та середнього доходів також зростають, але в кінці етапу І граничний дохід досягає максимуму. Математично в цій точці друга похідна функції доходу дорівнює нулю.

### Етап II
На другому відрізку функція віддачі (доходу) зростає наближено до пропорційного (спричинено наближеним до константи граничним доходом). Функція граничного доходу вже падає, а середнього доходу — ще зростає. Етап II завершується максимумом функції середнього доходу. Математично в цій точці перетинаються функції граничного і середнього доходу.

### Етап III
Третій відрізок характеризується зростанням функції доходності менше за пропорціональну. На цьому етапі знижується і функція граничної доходності, і функція середньої доходності. Етап III обмежується максимумом функції доходу, а в цій точці інтервалу функція граничної доходності перетинає абсцису. Математично це можна визначити, встановивши першу похідну рівною нулю.

### Етап IV
На четвертому відрізку криві функцій доходу, граничного доходу та середнього доходу мають негативний ухил.

## Приклади
У сільському господарстві функціонал можна продемонструвати на застосуванні добрив: при постійному збільшенні кількості добрив (при сталих інших ресурсах/умовах, напр. тій самій площі) спочатку віддача (врожайність) постійно зростає. Однак приріст врожайності з кожною одиницею добрив зменшується, а при подальшому збільшенні кількості добрив урешті-решт призводить до зменшення загальної віддачі та отруєння ґрунту: надмірне застосування добрив знижує віддачу до рівня, який можна було досягнути без їх застосування, і далі до повної відсутності віддачі. Схожі спостереження можна отримати при зміні факторів «тепло» чи «вода».
Ці спостереження були здійснені ще Айлхардом Альфердом Мітшерліхом, який 1909 року оприлюднив "Закон мінімуму та Закон спадної віддачі ґрунтів з відповідними діаграмами.
У промисловому виробництві чи адміністрації закон можна продемонструвати у впливі постійного зростання персоналу при інших сталих умовах на результат: чим більша кількість працівників, тим більша потреба у комунікації та координації дій, і врешті-решт можна отримати ситуацію, коли працівники лише заважають один одному або демотивуються. Таким чином більше зростання лише за рахунок збільшення персоналу не отримаєш. Держава, чия економіка є централізованою і яка наділяє працівників робочими місцями лише щоб уникнути проблеми безробіття, навряд чи таким чином підвищить свою продуктивність.
Класичний закон спадної віддачі не обов'язковий для створення (короткострокової) кривої витрат спадної віддачі, які утворює криву середніх витрат у формі латинської літери «u». Це може статися і внаслідок постійно падаючих приростів доходу внаслідок поєднання зростаючих граничних фіксованих витрат та падаючих середніх фіксованих витрат.